# NGC 6921
NGC 6921 is een spiraalvormig sterrenstelsel in het sterrenbeeld Vosje. Het hemelobject werd op 6 september 1863 ontdekt door de Duitse astronoom Albert Marth.

## Synoniemen
- UGC 11570
- MCG 4-48-1
- IRAS 20264+2533
- PGC 64768